# Luís Nunes Vicente
Pour les articles homonymes, voir Vicente.
Luís Nunes Vicente est un mathématicien appliqué portugais, connu pour ses travaux de recherche en optimisation continue et en particulier en optimisation sans dérivation (en). Il est professeur titulaire de la chaire Timothy J. Wilmott '80  et directeur du département de génie industriel et des systèmes de l'université Lehigh. 

## Éducation et carrière
Luis Nunes Vicente est né à Coimbra, au Portugal. Il a obtenu un bachelor en mathématiques et recherche opérationnelle à l'université de Coimbra en 1990. Il a poursuivi ses études à l'Rice University, où il a obtenu un doctorat en mathématiques appliquées en 1996. Sa thèse, intitulée Trust-Region Interior-Point Algorithms for a Class of Nonlinear Programming Problems, a été supervisée par John Dennis. 
De 1996 à 2018, il est membre du corps professoral du département de mathématiques de l'université de Coimbra, au Portugal, devenant professeur titulaire en 2009. Il a occupé plusieurs postes de visite, notamment au Thomas J. Watson Research Center et à l'IMA / Université du Minnesota en 2002/2003, au Courant Institute of Mathematical Sciences de l'université de New-York et à l'université de Metz en 2009/2010, et à l'Université de Rome « La Sapienza » et l'université Rice en 2016/2017. Il est Chercheur Sénior en visite de la Fondation de Coopération Sciences et Technologies pour l'Aéronautique et l'Espace au CERFACS et IPN Toulouse, au cours de la période 2010-2015. 
Il a siégé à de nombreux comités de rédaction, dont le SIAM Journal on Optimization (2009-2017), EURO Journal on Computational Optimization et Optimization Methods and Software (2010-2018). Il a été rédacteur en chef de Portugaliae Mathematica en 2013-2018. 

## Publications
Luis Nunes Vicente est co-auteur du livre «Introduction to Derivative-Free Optimization», MPS-SIAM Series on Optimization, SIAM, Philadelphie, 2009, avec Katya Scheinberg et Andrew R. Conn. 

## Prix et distinctions
Luis Nunes Vicente a reçu le Prix Lagrange en optimisation continue de la Society for Industrial and Applied Mathematics (SIAM) et la Mathematical Optimization Society (MOS) pour la co-paternité du livre Introduction to Derivative-Free Optimization. La citation du prix indique: « Cette monographie représente une contribution importante à la compréhension de la formulation des modèles de substitution, de la construction d'algorithmes d'optimisation sans dérivation (DFO) et de leurs propriétés de convergence. … Un grand nombre d'études clés d'optimisation ont utilisé ces résultats de manière substantielle à la fois de manière pratique et conceptuelle.… ».
Avec sa thèse de doctorat, il a reçu le prix de la thèse Ralph Budd de l'université Rice en 1996 et a été l'un des trois finalistes du prix Tucker 94-96 de la Mathematical Optimization Society (MOS). 